# 民主党 (塞尔维亚)
民主黨是塞爾維亞的一个社会民主主义政党。它自称南斯拉夫王國时期民主党的继承者。